# الأحلام (كتاب)
كتاب الأحلام هو كتاب من تأليف الدكتور مصطفى محمود تحدث عن الأحلام وفلسفتها وبعض نظريات علم النفس الخاصة بها، والفرق بين الحلم والوهم.

## وصلات خارجية
- فيديو حلقات الدكتور مصطفى محمود.
- مدونة الدكتور مصطفى محمود.
- «كان نائماً في سكينة تامة لم يستيقظ منها»: ابنة مصطفى محمود لـ«العربية.نت»: العالم الكبير رحل في هدوء، العربية نت، 31 أكتوبر 2009.
- صفحة مصطفى محمود على موقع أبجد
- صفحة اقتباسات مصطفى محمود على موقع أبجد
- صفحة رائعة باسم الدكتور على الفيس بوك
- الفيلم الوثائقي العالم والايمان على اليوتيوب
- المكتبة الإلكترونية لأعمال الدكتور مصطفى محمود